# Carmen Calvo Sáenz de Tejada

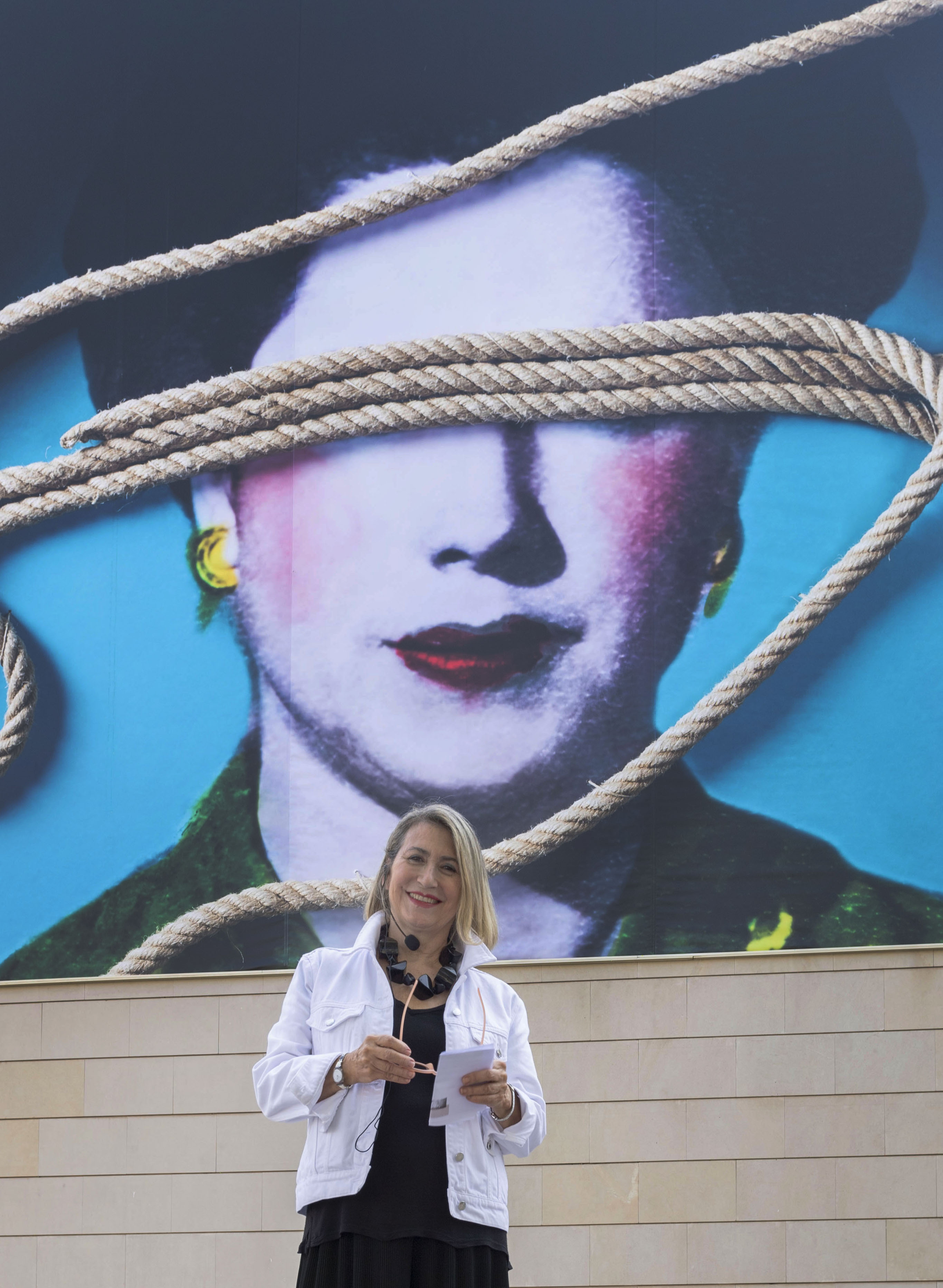
Carmen Calvo am Institut Valencià d’Art Modern, 2019

Carmen Calvo Sáenz de Tejada (* 1950 in Valencia) ist eine spanische zeitgenössische Künstlerin. Sie ist bekannt für die vielseitigen Inhalte, Formen und Techniken, die ihre Arbeit prägen. 2013 wurde sie mit dem Premio Nacional de Artes Plásticas ausgezeichnet. 2014 wurde sie als Mitglied der Real Academia de Bellas Artes de San Carlos de Valencia berufen.

## Biografie
Carmen Calvo studierte an der Schule für Kunst und Gewerbe in Valencia und an der Akademie für Schöne Künste in Valencia. Ihre Studien schloss sie 1982 ab.
Von 1983 bis 1985 fand sie Aufnahme in der Casa Velázquez in Madrid. Von 1985 bis 1992 lebte sie, versehen mit einem Stipendium des spanischen Außenministeriums, in Paris. Seit 1992 lebt und arbeitet sie in Valencia. Als junge Künstlerin, gerade dreißig Jahre alt, gehörte sie zu den neun Künstlern, die ausgewählt wurden, um im Guggenheim-Museum in New York New Images from Spain zu präsentieren. Im turbulenten Madrid des Übergangs zur Demokratie war sie in einigen der wichtigsten Galerien vertreten. Daneben wurde sie in jenen Jahren mit dem Premio Lasalle für Malerei und dem Premio Alfons Roig von der Stadt Valencia ausgezeichnet.
1990 widmete ihr das Institut Valencià d’Art Modern eine große Retrospektive. 1995 schuf sie die Wandgestaltung der Metrostation Alboraya-El Palmaret in Valencia, nachdem sie den Gestaltungswettbewerb der Stadt Valencia gewonnen hatte. 2022 wurde sie mit dem Premio Julio González ausgezeichnet.

## Werk
Neben der Malerei ist sie auch für ihre Aktionskunst und ihre Installationen bekannt, die zum Teil permanent in öffentlichen Gebäuden ausgestellt sind.
In ihrem Werk, das Scherben von Ton und Steingut einbezieht, spiegeln sich ihr Interesse für Archäologie und ihre Erfahrungen als jugendliche Mitarbeiterin in einer Keramikfabrik. Als Anhängerin von Künstlern wie Giotto, Piero della Francesca, Filippo De Pisis, Hans Arp, Joan Miró und Jannis Kounelis integrierte sie früh Terrakotta in ihre plastischen Kompositionen. Ab Ende der 1990er Jahre begann sie, Fotografien einzubeziehen. 1997 war sie mit einer Spiegelgalerie, einem Gemeinschaftswerk mit Joan Brossa, bei der Biennale von Venedig vertreten. Von Oktober 2002 bis Anfang 2003 widmete ihr das  Museo Reina Sofía eine Sonderausstellung im Palacio de Velázquez. 2017 fand in der Galerie Sala Alcalá 31 in Madrid die Retrospektive Carmen Calvo. Todo procede de la sinrazón (1969-2016) statt. Beim Festival PhotoEspaña 2018 war sie mit der Ausstellung Quietud y vértigo vertreten.

## Auszeichnungen (Auswahl)
Carmen Calvo wurde unter anderem mit folgenden Preisen ausgezeichnet:
- Premio Alfons Roig der Stadt Valencia 1989
- Medaille der Real Academia de Bellas Artes de San Carlos de Valencia 2009
- Preis der spanischen Kunst-Kritiker für das beste Werk einer lebenden spanischen Künstlerin für ihre Ausstellung bei der Arco Madrid 2012
- Premio Nacional de Artes Plásticas 2013
- Preis der spanischen Kunst-Kritiker für ihre Ausstellung bei Cataluña 2013
- Premio Julio González 2017[12]